# 苏希甘河

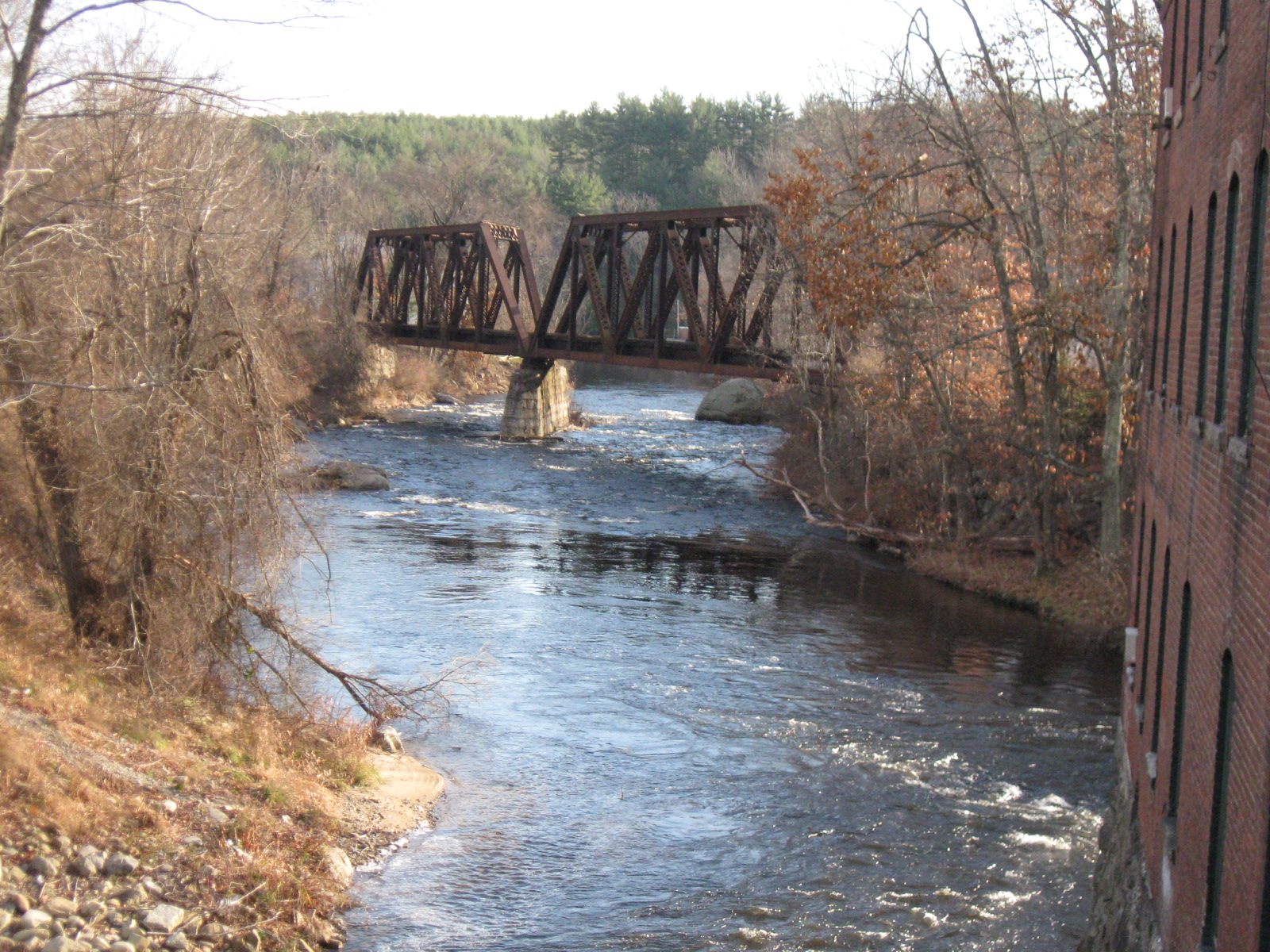
The Souhegan River in Wilton, NH

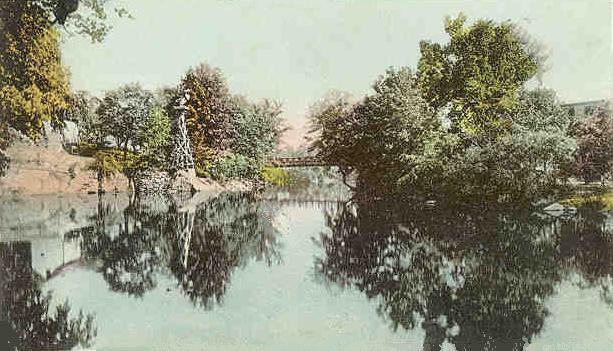
Souhegan River in 1906, Milford, New Hampshire

苏希甘河（英語：Souhegan River）是梅里马克河的一条支流，位于美国东北部，长约33.8-英里（54.4-），流域面积为440平方公里，自西向东流过新罕布什尔州南部，注入梅里马克河。